# 65-я церемония «Грэмми»
65-я ежего́дная церемо́ния вруче́ния награ́д «Грэ́мми» прошла 5 февраля 2023 года в полноценном формате в Crypto.com-арена в Лос-Анджелесе, штат Калифорния (США). На ней были отмечены лучшие записи, композиции и исполнители за год, охватывающий период с 1 октября 2021 года по 30 сентября 2022 года. Номинации были объявлены 15 ноября 2022 года. Южноафриканский комик Тревор Ноа, который вел 63-ю и 64-ю церемонии, вернулся в качестве ведущего в третий раз.
Больше всех номинаций получили Бейонсе (9), Кендрик Ламар (8), Адель (7) и Брэнди Карлайл (7). Получив в общей сложности 88 номинаций, Бейонсе вместе со своим мужем Jay-Z стала самым номинируемым артистом в истории Грэмми. Альбом Бэд Банни Un Verano Sin Ti (2022) стал первым испаноязычным альбомом, номинированным на звание «Альбом года».
С победой в категории «Лучший танцевальный/электронный альбом» Бейонсе обошла венгерско-британского дирижёра Георга Шолти и стала рекордсменом по количеству наград «Грэмми» за всю историю церемонии — 32. Всего на церемонии Бейонсе получила 4 награды, также как и госпел-группа Maverick City Music, по 3 награды получили Брэнди Карлайл, Кирк Франклин, Кендрик Ламар и Бонни Рэйтт. Ещё 10 исполнителей получили по две награды и среди них Гарри Стайлз, Вилли Нельсон, Оззи Осборн, Самара Джой, Рэнди Меррилл, Янник Незе-Сеген и другие. Во второй раз за последние 25 лет (2023, 2010, 2004) ни один артист не победил более чем в одной категории «Большой четверки». Самара Джой стала первой за 12 лет джазовой певицей, победившей в категории «Лучший новый исполнитель» после Эсперансы Сполдинг в 2011 году.
Виола Дэвис благодаря победе на премии «Грэмми» за аудиокнигу «Finding Me» стала 18-м членом престижной группы артистов ЭГОТ (лауреаты всех четырёх главных премий: «Эмми», «Грэмми», «Оскар» и «Тони»). Дэвис — третья темнокожая женщина, ставшая членом EGOT, после Вупи Голдберг и Дженнифер Хадсон.

## История
Для церемоний, начиная с 2023 года академия объявила о нескольких изменениях в различных категориях и правилах отбора:.

### Изменения в категориях
- Были добавлены пять новых категорий: «Лучшее исполнение альтернативной музыки» (Best Alternative Music Performance), «Лучшее исполнение музыки американа» (Best Americana Performance), «Лучший саундтрек к видеоиграм и другим интерактивным медиа» (Best Score Soundtrack for Video Games and Other Interactive Media), «Лучший альбом разговорной поэзии» (Best Spoken Word Poetry Album) и «Автор песни года» (Songwriter of the Year, Non-Classical).
- Была добавлена специальная награда «Лучшая песня за социальные изменения». Эта награда будет определяться комитетом Blue Ribbon и предназначена для награждения песен, которые «содержат лирическое содержание, затрагивающее актуальную социальную проблему и способствующее пониманию, миростроительству и сопереживанию».
- В категориях Лучшая оперная запись[англ.] и Лучший классический сборник[англ.] право на получение премии получили композиторы и либреттисты.
- Категория Лучший нью-эйдж-альбом была переименована в «Лучший альбом в стиле нью-эйдж, эмбиент или чант» (Best New Age, Ambient or Chant Album).
- В категории Лучший музыкальный театральный альбом право на награду получили композиторы и авторы текстов более 50 % партитуры новой записи.
- Категория Лучший альбом разговорного жанра[англ.] была переименована в Grammy Award for Best Audio Book, Narration & Storytelling Recording. Разговорная поэзия больше не может претендовать на эту награду и теперь признается в новой категории «Лучший альбом разговорной поэзии».

### Приемлемость альбомов
- Для того чтобы быть допущенными к участию в конкурсе, альбомы должны содержать более 75 % времени воспроизведения недавно записанных композиций, предыдущее правило — 50 %. Это правило не распространяется на категории «Лучший альбом, являющийся компиляционным саундтреком для визуальных медиа[англ.]», «Лучший исторический альбом[англ.]», «Лучший иммерсивный аудиоальбом (с объёмным звучанием)[англ.]», «Лучшая упаковка записи (визуальное оформление альбома, обложка)[англ.]», «Лучшая упаковка коробочной или специальной ограниченной версии[англ.]» и «Лучшие заметки в альбоме (аннотации)[англ.]».

### Профессиональные комитеты
- Для трёх категорий в области классической музыки — «Продюсер года, классический[англ.]», «Лучший инжиниринг альбома, классический[англ.]» и «Лучшая современная классическая композиция[англ.]» — номинации будут определяться специализированными профессиональными комитетами.

## Основная категория
Источник:.
Запись года:
- «About Damn Time» — Лиззо
- «Don’t Shut Me Down» — ABBA
- «Easy on Me» — Адель
- «Break My Soul» — Бейонсе
- «Good Morning Gorgeous» — Мэри Джей Блайдж
- «You and Me on the Rock» — Брэнди Карлайл при участии Lucius[англ.]
- «Woman» — Doja Cat
- «Bad Habit» — Стив Лейси
- «The Heart Part 5» — Кендрик Ламар
- «As It Was» — Гарри Стайлз

Альбом года
- Harry’s House — Гарри Стайлз
- Voyage — ABBA
- 30 — Адель
- Un Verano Sin Ti — Бэд Банни
- Renaissance — Бейонсе
- Good Morning Gorgeous[англ.] — Мэри Джей Блайдж
- In These Silent Days — Брэнди Карлайл
- Music of the Spheres — Coldplay
- Mr. Morale & the Big Steppers — Кендрик Ламар
- Special — Лиззо

Песня года
- «Just Like That» (Бонни Рэйтт)
- «ABCDEFU» (Гейл[англ.])
- «About Damn Time» (Лиззо)
- «All Too Well (10 Minute Version) (The Short Film)» (Тейлор Свифт)
- «As It Was» (Гарри Стайлз)
- «Bad Habit» (Стив Лейси)
- «Break My Soul» (Бейонсе)
- «Easy on Me» (Адель)
- «God Did» (Khaled Khaled)
- «The Heart Part 5» (Кендрик Ламар)

Лучший новый исполнитель
- Самара Джой
- Анитта
- Omar Apollo
- Domi and JD Beck
- Muni Long[англ.]
- Latto
- Måneskin
- Tobe Nwigwe
- Molly Tuttle
- Wet Leg

## Поп
Лучшее сольное поп-исполнение
- «Easy on Me» — Адель
- «Moscow Mule» — Бэд Банни
- «Woman» — Doja Cat
- «Bad Habit» — Стив Лейси
- «About Damn Time» — Лиззо
- «As It Was» — Гарри Стайлз

Лучшее поп-исполнение дуэтом или группой
- «Unholy» — Сэм Смит и Ким Петрас
- «Don’t Shut Me Down» — ABBA
- «Bam Bam» — Камила Кабельо при участии Эда Ширана
- «My Universe» — Coldplay и BTS
- «I Like You (A Happier Song)» — Post Malone при участии Doja Cat

Лучший традиционный вокальный поп-альбом
- Higher — Майкл Бубле

Лучший вокальный поп-альбом
- Harry’s House — Гарри Стайлз
- Voyage — ABBA
- 30 — Адель
- Music of the Spheres — Coldplay
- Special — Лиззо

## Танцевальная музыка
Лучшая танцевальная/электронная запись
- «Break My Soul» — Бейонсе

Лучший танцевальный/электронный альбом
- Renaissance — Бейонсе
- Fragments[англ.] — Bonobo
- Diplo[англ.] — Дипло
- The Last Goodbye[англ.] — Odesza
- Surrender[англ.] — Rüfüs Du Sol

## Рок

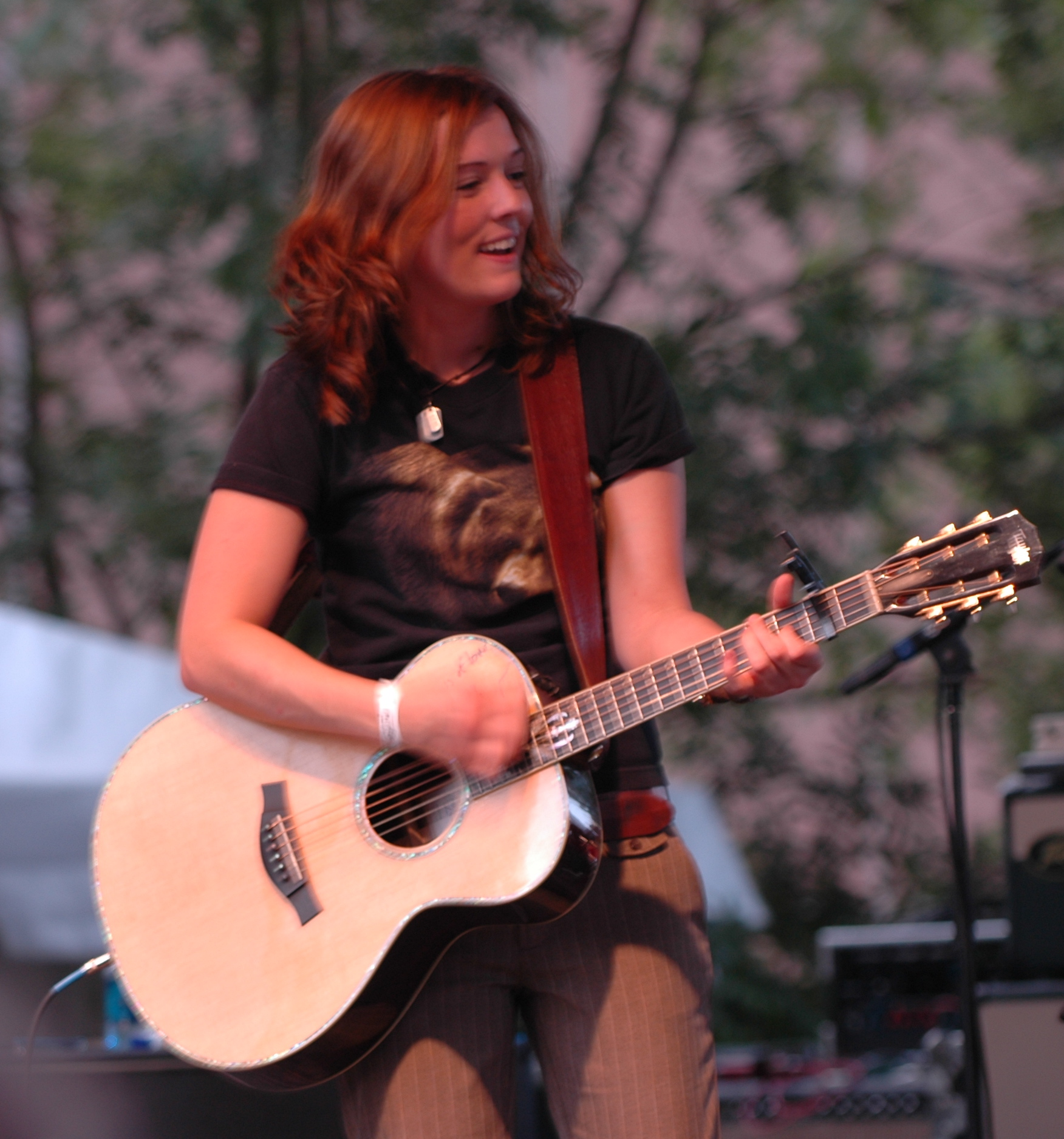
Брэнди Карлайл выиграла 3 статуэтки Грэмми.

Лучшее рок-исполнение
- «Broken Horses» — Брэнди Карлайл
- «So Happy It Hurts[англ.]» — Брайан Адамс
- «Old Man[англ.]» — Бек
- «Wild Child» — The Black Keys
- «Crawl!» — Idles
- «Patient Number 9» — Оззи Осборн при участии Джеффа Бека
- «Holiday» — Turnstile[англ.]

Лучшее метал-исполнение
- «Degradation Rules» — Оззи Осборн при участии Тони Айомми
- «Call Me Little Sunshine[англ.]» — Ghost
- «We’ll Be Back[англ.]» — Megadeth
- «Kill Or Be Killed[англ.]» — Muse
- «Blackout» — Turnstile[англ.]

Лучшая рок-песня
- «Broken Horses»
  - Брэнди Карлайл, Phil Hanseroth & Tim Hanseroth, авторы (Брэнди Карлайл)
- «Black Summer[англ.]»
  - Фли, Джон Фрушанте, Энтони Кидис & Чэд Смит, авторы (Red Hot Chili Peppers)
- «Blackout»
  - Brady Ebert, Daniel Fang, Franz Lyons, Pat McCrory & Brendan Yates, авторы (Turnstile[англ.])
- «Harmonia’s Dream»
  - Robbie Bennett & Adam Granduciel, авторы (The War on Drugs[англ.])
- «Patient Number 9»
  - John Osbourne, Чэд Смит, Ali Tamposi, Роберт Трухильо & Andrew Wotman, авторы (Оззи Осборн при участии Джеффа Бека)

Лучший рок-альбом
- Patient Number 9 — Оззи Осборн
- Dropout Boogie — The Black Keys
- The Boy Named If — Элвис Костелло & The Imposters
- Crawler[англ.] — Idles
- Mainstream Sellout — Machine Gun Kelly
- Lucifer on the Sofa[англ.] — Spoon

## Альтернатива
Лучший альтернативный альбом
- Wet Leg — Wet Leg
- We — Arcade Fire

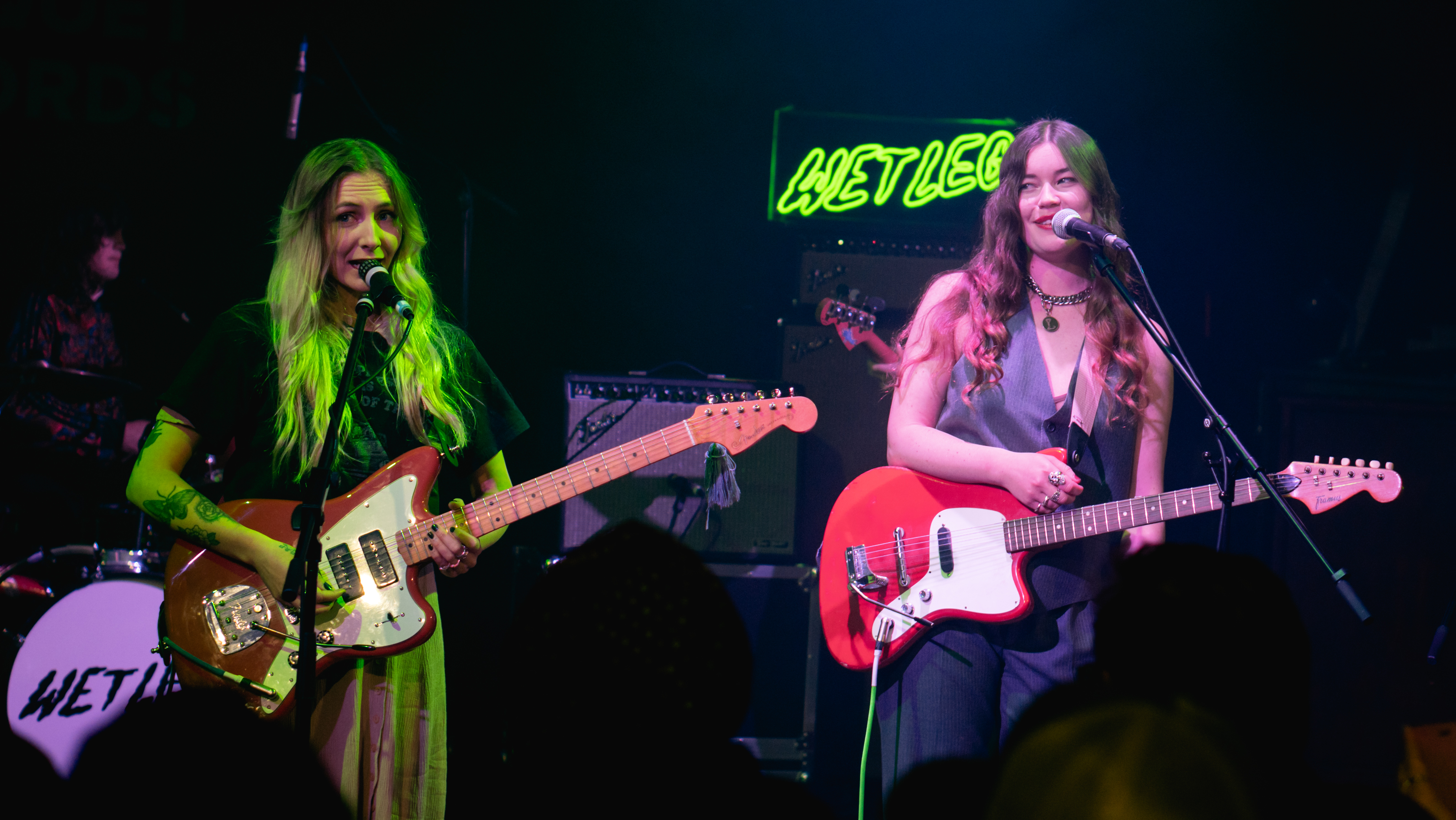
Британская инди-рок группа Wet Leg выиграла обе награды в разделе Альтернатива

- Dragon New Warm Mountain I Believe in You — Big Thief
- Fossora — Бьорк
- Cool It Down — Yeah Yeah Yeahs

Лучшее исполнение альтернативной музыки
- «Chaise Longue» — Wet Leg
- «There’d Better Be a Mirrorball» — Arctic Monkeys
- «Certainty» — Big Thief
- «King» — Florence and the Machine
- «Spitting Off the Edge of the World» — Yeah Yeah Yeahs при участии Perfume Genius

## R&B
Лучшее R&B-исполнение
- «Hrs and Hrs[англ.]» — Muni Long[англ.]
- «Virgo’s Groove» — Бейонсе
- «Here With Me» — Мэри Джей Блайдж при участии Андерсона Пака
- «Over» — Lucky Daye[англ.]
- «Hurt Me So Good» — Джазмин Салливан

Лучшее традиционное R&B-исполнение
- «Plastic Off the Sofa» — Бейонсе
- «Good Morning Gorgeous[англ.]» — Мэри Джей Блайдж
- «’Round Midnight» —Адам Блэкстоун[англ.] при участии Джазмин Салливан
- «Keeps on Fallin'» — Бэбифейс при участии Эллы Май
- «Do 4 Love[англ.]» — Сно Аалегра[англ.]

Лучшая R&B-песня
- «Cuff It»
  - Денисия «Blu June» Эндрюс, Бейонсе, Мэри Кристин Брокерт, Бриттани «Чи» Кони, Териус «The-Dream» Гестилде-Диамант, Мортен Ристорп, Найл Роджерс и Рафаэл Садик, авторы (Бейонсе)
- «Please Don’t Walk Away»
  - Пи Джей Мортон, автор (Пи Джей Мортон)
- «Hurt Me So Good»
  - Акиль Генри[англ.], Майкл Холмс, Лука Маути, Джазмин Салливан и Эллиотт Трент, авторы (Джазмин Салливан)
- «Hrs and Hrs[англ.]»
  - Дилан Грэм, Присцилла Ренеа[англ.], Таддис «Кук» Харрелл[англ.], Брэндон Джон-Батист, Исаак Ристон, Хамади Зааби и Джастин Натаниэль Зим, авторы (Muni Long[англ.])
- «Good Morning Gorgeous[англ.]»
  - Мэри Джей Блайдж, Дернст Эмиль II[англ.], Габриэлла Уилсон, Дэвид Браун[англ.] и Тиара Томас[англ.], авторы (Мэри Джей Блайдж)

Лучший прогрессивный R&B-альбом
- Gemini Rights[англ.] — Стив Лейси
- Red Balloon — Tank and the Bangas[англ.]
- Starfruit — Moonchild[англ.]
- Drones— Террас Мартин
- Operation Funk — Кори Генри[англ.]

Лучший R&B-альбом
- Black Radio III[англ.] — Роберт Гласпер
- Watch the Sun — Пи Джей Мортон
- Candydrip[англ.] — Lucky Daye[англ.]
- Breezy (Deluxe) — Крис Браун
- Good Morning Gorgeous (Deluxe)[англ.] — Мэри Джей Блайдж

## Рэп
Лучшее рэп-исполнение

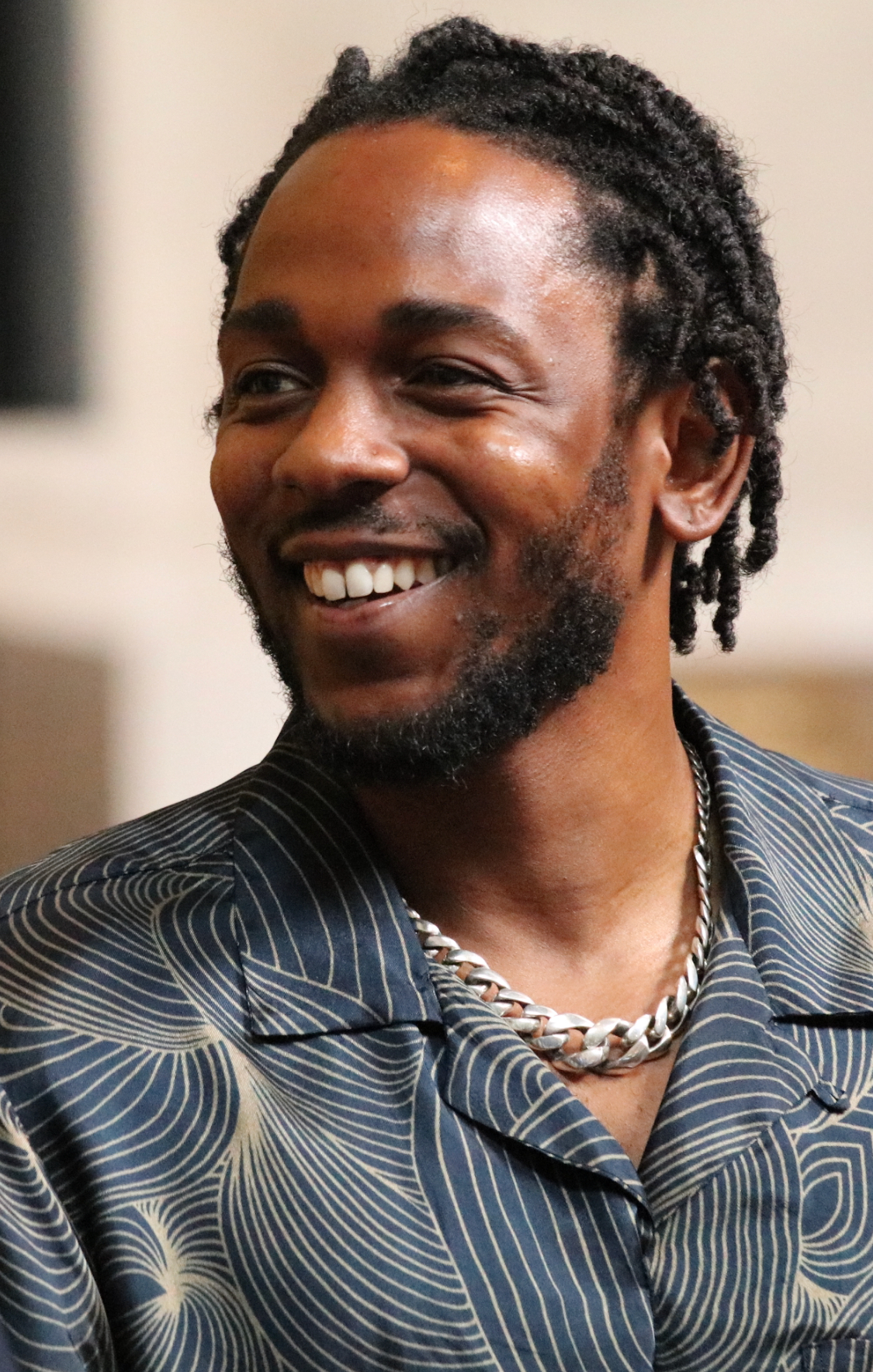
Кендрик Ламар был награждён в трёх рэп-категориях

- «The Heart Part 5» — Кендрик Ламар
- «God Did[англ.]» — DJ Khaled при участии Рика Росса, Лил Уэйна, Jay-Z, Джона Ледженда и Fridayy
- «Vegas» — Doja Cat
- «Pushin P[англ.]» — Gunna и Фьючер при участии Янг Тага
- «F.N.F. (Let’s Go)[англ.]» — Hitkidd и GloRilla

Лучшее исполнение мелодичного рэпа
- «Wait for U» — Фьючер при участии Дрейка и Tems
- «Beautiful» — DJ Khaled при участии Фьючер и SZA
- «First Class» — Джек Харлоу
- «Die Hard[англ.]» — Kendrick Lamar при участии Blxst и Amanda Reifer
- «Big Energy (Live)» — Latto

Лучшая рэп-песня
- «The Heart Part 5»
  - Jake Kosich, Johnny Kosich, Кендрик Ламар и Matt Schaeffer, авторы (Кендрик Ламар)
- «Churchill Downs»
  - Ace G, BEDRM, Matthew Samuels, Tahrence Brown, Rogét Chahayed, Aubrey Graham, Jack Harlow и Jose Velazquez, авторы (Jack Harlow при участии Drake)
- «God Did[англ.]»
  - Tarik Azzouz, E. Blackmon, Khaled Khaled, F. LeBlanc, Shawn Carter, Джон Ледженд, Лил Уэйн, Рик Росс и Nicholas Warwar, авторы (DJ Khaled при участии Рика Росса, Лил Уэйн, Jay-Z, Джона Ледженда и Fridayy)
- «Pushin P[англ.]»
  - Lucas Depante, Nayvadius Wilburn, Sergio Kitchens, Wesley Tyler Glass и Jeffery Lamar Williams, авторы (Gunna и Future при участии Young Thug)
- «Wait for U»
  - Tejiri Akpoghene, Floyd E. Bentley III, Jacob Canady, Isaac De Boni, Aubrey Graham, Israel Ayomide Fowobaje, Nayvadius Wilburn, Michael Mule, Oluwatoroti Oke и Temilade Openiyi, авторы (Фьючер при участии Дрейка и Tems)

Лучший рэп-альбом
- Mr. Morale & The Big Steppers — Кендрик Ламар
- God Did[англ.] — DJ Khaled
- I Never Liked You — Фьючер
- Come Home the Kids Miss You — Джек Харлоу
- It’s Almost Dry — Pusha T

## Кантри
Лучшее сольное кантри-исполнение
- «Live Forever» — Вилли Нельсон
- «Heartfirst[англ.]» — Келси Баллерини

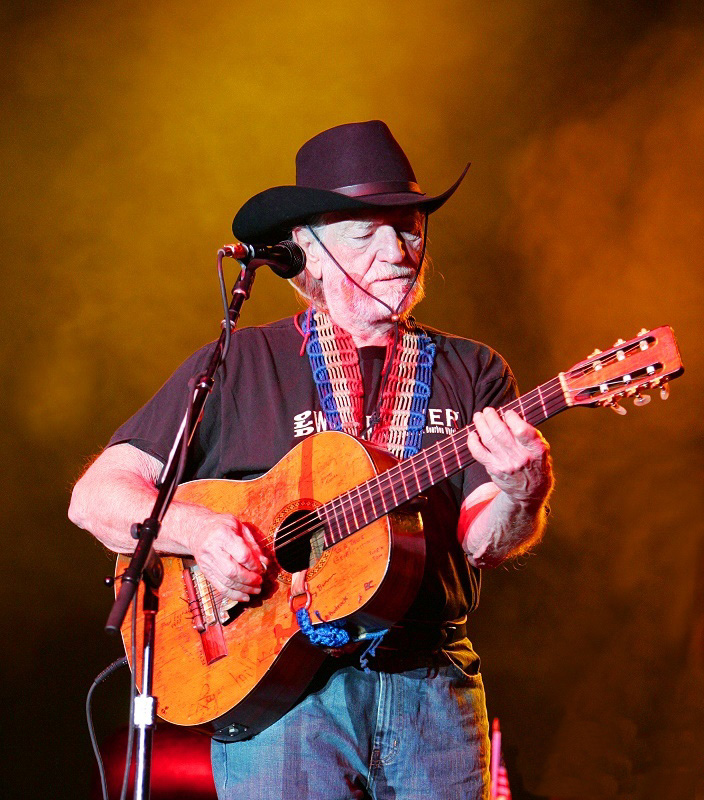
Вилли Нельсон в свои 89 лет получил две кантри-награды

- «Something in the Orange» — Zach Bryan
- «In His Arms» — Миранда Ламберт
- «Circles Around This Town» — Марен Моррис

Лучшее кантри-исполнение дуэтом или группой
- «Never Wanted to Be That Girl» — Карли Пирс & Эшли Макбрайд
- «Wishful Drinking» — Ингрид Эндресс & Сэм Хант
- «Midnight Rider’s Prayer» — Brothers Osborne
- «Outrunnin' Your Memory» — Люк Комбс & Миранда Ламберт
- «Does He Love You — Revisited» — Риба Макинтайр & Долли Партон
- «Going Where The Lonely Go» — Роберт Плант & Элисон Краусс

Лучшая кантри-песня
- «'Til You Can’t»
  - Matt Rogers & Ben Stennis, авторы (Коди Джонсон)
- «Circles Around This Town»
  - Ryan Hurd, Джулия Майклз, Марен Моррис & Jimmy Robbins, авторы (Марен Моррис)
- «Doin' This»
  - Люк Комбс, Drew Parker & Robert Williford, авторы (Люк Комбс)
- «I Bet You Think About Me (Taylor’s Version) (From The Vault)»
  - Лори Маккенна & Тейлор Свифт, авторы (Тейлор Свифт)
- «If I Was a Cowboy»
  - Jesse Frasure & Миранда Ламберт, авторы (Миранда Ламберт)
- «I’ll Love You Till The Day I Die»
  - Родни Кроуэлл & Крис Стэплтон, авторы (Вилли Нельсон)

Лучший кантри-альбом
- A Beautiful Time — Вилли Нельсон
- Growin’ Up — Люк Комбс
- Palomino — Миранда Ламберт
- Ashley McBryde Presents: Lindeville[англ.] — Эшли Макбрайд
- Humble Quest — Марен Моррис

## Нью-эйдж
Премия «Грэмми» за лучший нью-эйдж-альбом
- Mystic Mirror — White Sun

## Джаз
Лучшая сольная джазовая импровизация
- «Endangered Species» — Шортер Уэйн & Leo Genovese

Лучший джазовый вокальный альбом
- Linger Awhile — Самара Джой

Лучший джазовый инструментальный альбом
- New Standards Vol. 1 — Terri Lyne Carrington, Kris Davis, Linda May Han Oh, Nicholas Payton & Matthew Stevens

Лучший альбом большого джазового ансамбля
- Generation Gap Jazz Orchestra — Steven Feifke, Bijon Watson, Generation Gap Jazz Orchestra

Лучший латино-джаз-альбом
- Fandango at the Wall in New York — Arturo O’Farrill & The Afro Latin Jazz Orchestra при участии The Congra Patria Son Jarocho Collective

## Госпел/Современная Христианская музыка
Лучшее госпел-исполнение/песня
- «Kingdom» — Maverick City Music[англ.] & Кирк Франклин

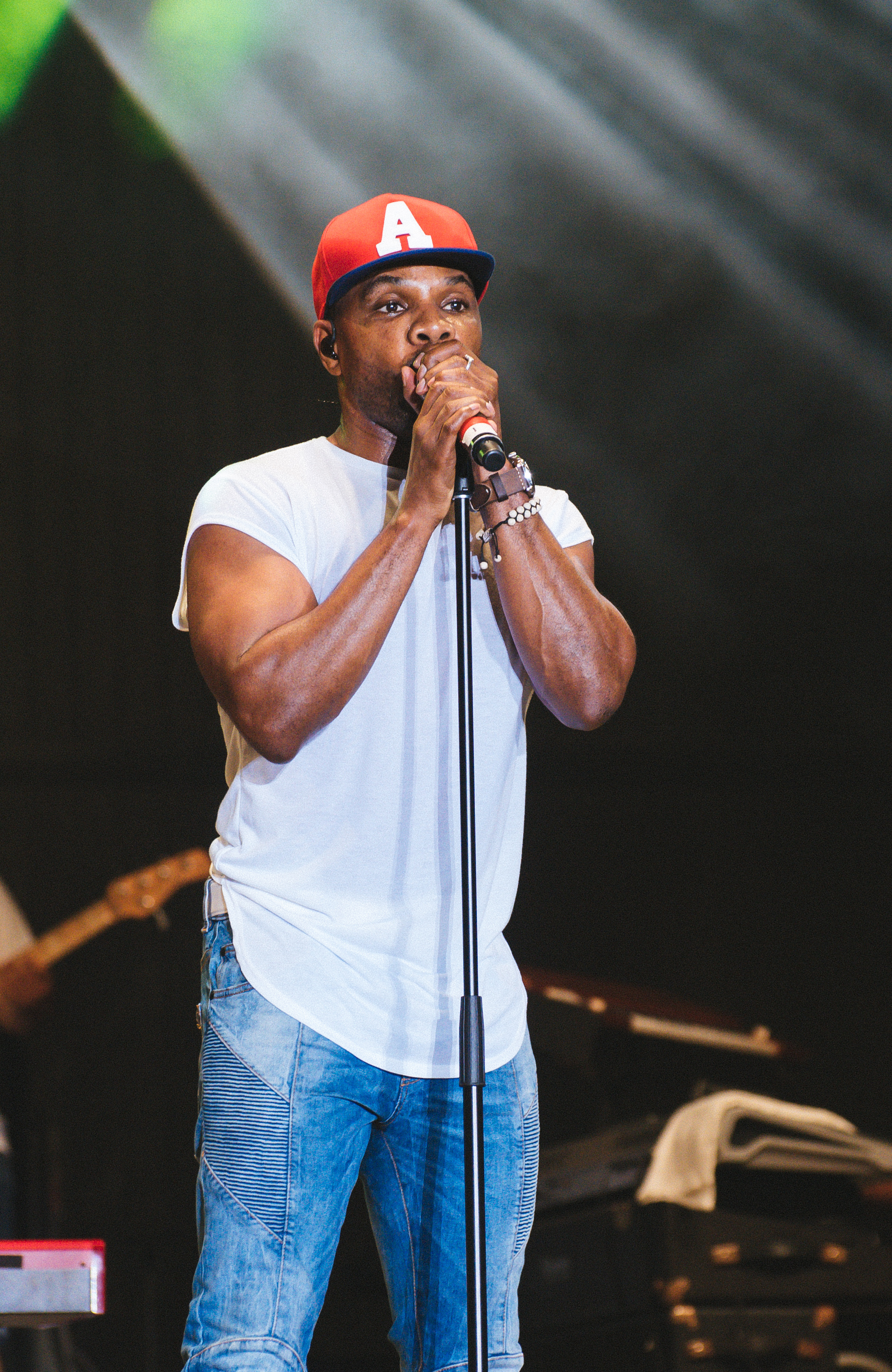
Кирк Франклин получил 3 премии в категориях музыки госпел.

  - Кирк Франклин, Jonathan Jay, Chandler Moore & Jacob Poole, авторы

Лучшее исполнение в Современной Христианской музыке/песня
- «Fear Is Not My Future» — Maverick City Music & Кирк Франклин
  - Кирк Франклин, Nicole Hannel, Jonathan Jay, Brandon Lake & Hannah Shackelford, авторы

Лучший госпел-альбом
- Kingdom Book One Deluxe — Maverick City Music & Кирк Франклин

Лучший альбом современной христианской музыки
- Breathe — Maverick City Music[англ.]

Лучший традиционный госпел-альбом
- The Urban Hymnal — Tennessee State University Marching Band

## Латино
Лучший латино-поп-альбом
- Pasieros — Рубен Блейдс и Boca Livre

Лучший латино-рок/альтернативный альбом
- MOTOMAMI — Розалия

Лучший латино-урбана альбом
Лучший мексиканский/техано-альбом
- Un canto por México — El musical — Наталия Лафуркаде

Лучший тропический латино-альбом
- Pa'llá Voy[англ.] — Марк Энтони

## Американская традиционная музыка
Лучшее исполнение в традиционных американских жанрах

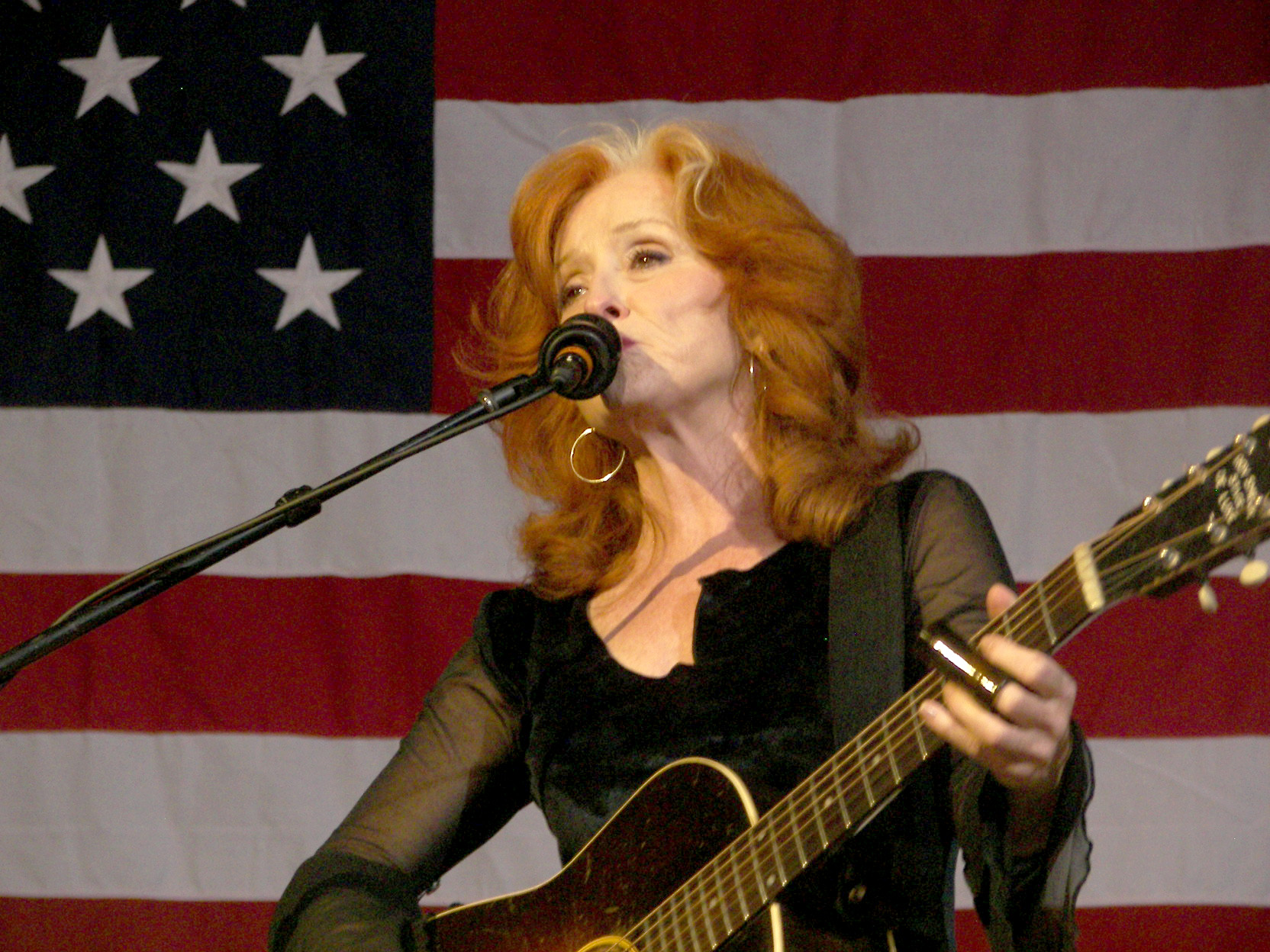
Бонни Рэйтт выиграла 2 статуэтки Грэмми в разделе американской традиционной музыки.

- «Stompin' Ground» — Аарон Невилл & The Dirty Dozen Brass Band[англ.]

Лучшее исполнение музыки американа
- «Made Up Mind» — Бонни Рэйтт

Лучшая песня в традиционных американских жанрах
- «Just Like That»
  - Бонни Рэйтт, автор (Рэйтт)

Лучший американа-альбом
- In These Silent Days — Брэнди Карлайл

Лучший блюграсс-альбом
- Crooked Tree — Molly Tuttle & Golden Highway

Лучший традиционный блюз-альбом
- Get On Board — Taj Mahal & Ry Cooder

Лучший современный блюз-альбом
- Brother Johnny — Эдгар Винтер

Лучший фолк-альбом
- Revealer — Madison Cunningham

Лучший региональный альбом
- Live at the 2022 New Orleans Jazz & Heritage Festival — Ranky Tanky

## Регги
Лучший регги-альбом
- The Kalling — Kabaka Pyramid

## Global Music
Лучший альбом этнической музыки
- Sakura — Masa Takumi

Лучшее исполнение Global Music (музыка неевропейских местных традиций)
- «Bayethe» — Wouter Kellerman, Zakes Bantwini & Nomcebo Zikode

## Музыка для детей
Лучший альбом для детей
- The Movement — Alphabet Rockers

## Разговорный жанр
Лучший альбом разговорного жанра (включая аудиокниги & рассказы)
- Finding Me — Виола Дэвис

Лучший альбом разговорной поэзии (включая аудиокниги & рассказы)

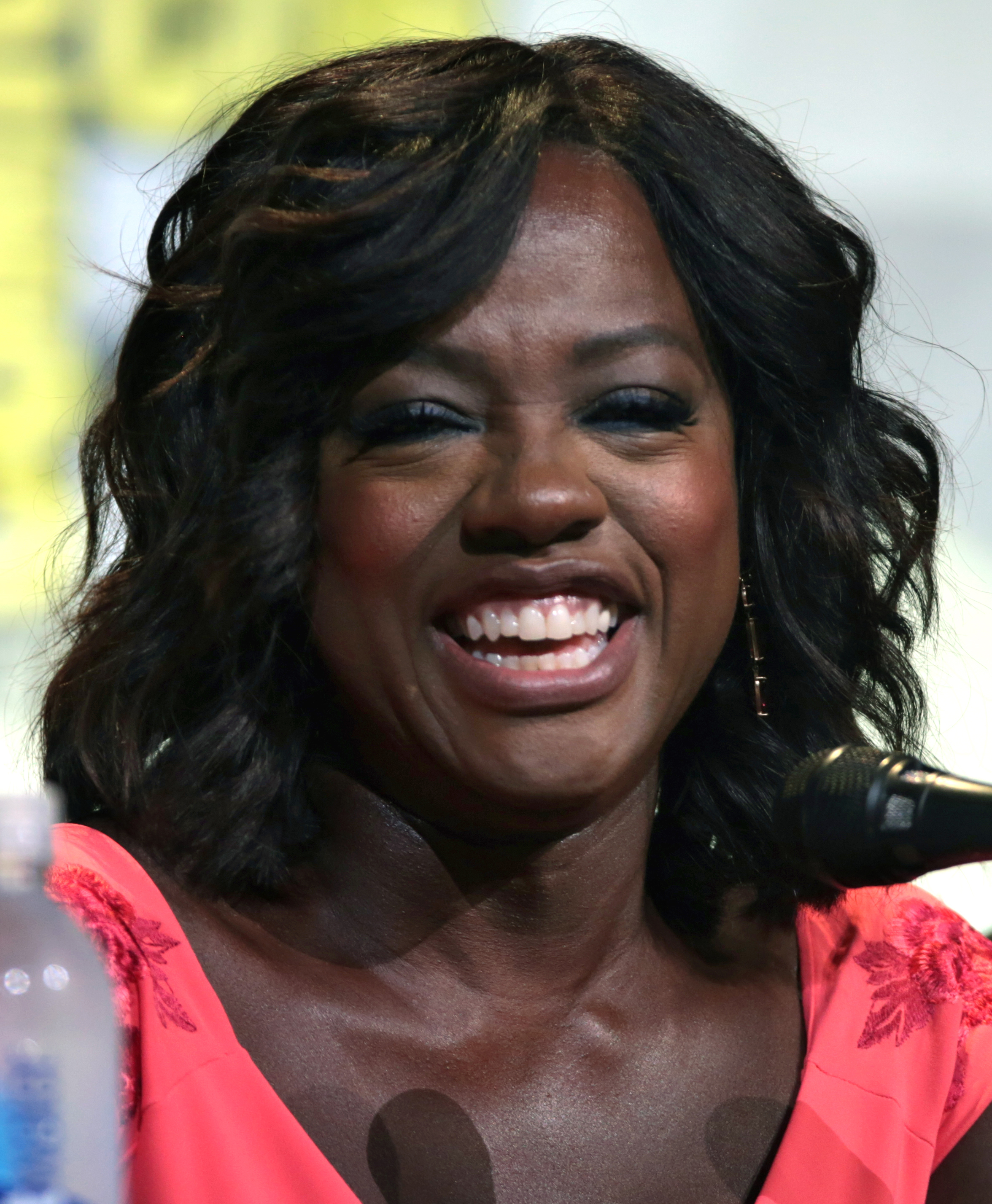
Виола Дэвис после своей победы вошла в число артистов, лауреатов всех четырёх главных премий: «Оскар», «Эмми», «Грэмми» и «Тони».

- The Poet Who Sat by the Door — J. Ivy

## Комедия
Лучший комедийный альбом
- The Closer — Дейв Шаппелл

## Музыкальные шоу
Премия «Грэмми» за лучший музыкальный театральный альбом
- В лес (мюзикл) (Сара Бареллис, Брайан Д’Арси Джеймс, Патина Миллер и Филлипа Су, главные солисты; Роб Берман и Шон Патрик Флахавен, продюсеры; Стивен Сондхайм, композитор/лирик (бродвейский состав 2022 года).

## Музыка для визуальных медиа
Лучший альбом, являющийся компиляционным саундтреком для визуальных медиа
- Encanto — Various Artists (мультфильм «Энканто»)
- Elvis — Various Artists (фильм «Элвис»)
- Stranger Things: Music from the Netflix Original Series, Season 4 — Various Artists (фильм «Очень странные дела (4-й сезон)»)
- Top Gun: Maverick — Лорн Балф, Харольд Фальтермайер, Леди Гага & Ханс Циммер (фильм «Топ Ган: Мэверик»)
- West Side Story — Various Artists (фильм «Вестсайдская история»)

Лучший саундтрек для визуальных медиа
- «Энканто» — Джермейн Франко
- No Time to Die — Ханс Циммер
- «Власть пса» — Джонни Гринвуд
- «Бэтмен» — Майкл Джаккино
- «Наследники: 3-й сезон» — Николас Брителл

Лучший саундтрек к видеоиграм и другим интерактивным медиа
- Assassin’s Creed Valhalla: Dawn of Ragnarök — Stephanie Economou
- Aliens: Fireteam Elite[англ.] — Austin Wintory
- Call of Duty: Vanguard — Bear McCreary
- Old World[англ.] — Кристофер Тин
- Marvel's Guardians of the Galaxy — Ричард Джейкс

Лучшая песня, написанная для визуальных медиа
- «We Don’t Talk About Bruno» (из мультфильма «Энканто»)
  - Лин-Мануэль Миранда, автор (Каролина Гайтан — La Gaita, Мауро Кастильо, Адасса, Рензи Фелиз, Дайан Герреро, Стефани Беатрис & актёры озвучивания «Энканто»)
- «Be Alive» (из фильма «Король Ричард»)
  - Бейонсе & Darius Scott Dixson, авторы (Бейонсе)
- «Carolina» (из фильма «Там, где раки поют»)
  - Тейлор Свифт, автор (Свифт)
- «Hold My Hand» (из фильма «Топ Ган: Мэверик»)
  - BloodPop & Стефани Джерманотта, авторы (Леди Гага)
- «Keep Rising» (из фильма «Женщина-король»)
  - Анжелика Киджо, Jeremy Lutito & Jessy Wilson, авторы (Jessy Wilson при участии Анжелики Киджо)
- «Nobody Like U» (из мультфильма «Я краснею»)
  - Билли Айлиш & Финнеас О’Коннелл, авторы (4*Town, Джордан Фишер, Финнеас О’Коннелл, Josh Levi, Topher Ngo, Grayson Villanueva)

## Композиция/Аранжировка
Лучшая инструментальная композиция
- «Refuge»
  - Geoffrey Keezer, композитор (Geoffrey Keezer)

Лучшая инструментальная аранжировка или аранжировка а капелла
- «Scrapple From The Apple»

Лучшая инструментальная аранжировка в сопровождении вокалиста(ов)
- «Songbird (Orchestral Version)»
  - Vince Mendoza, аранжировщик (Кристин Макви)

## Упаковка/Оформление
Лучшая упаковка записи
- Beginningless Beginning (Tamsui-Kavalan Chinese Orchestra)

Лучшая упаковка коробочной или специальной ограниченной версии
- In and Out of the Garden: Madison Square Garden '81, '82, '83 (Grateful Dead)

Лучшие заметки в альбоме
- Yankee Hotel Foxtrot (20th Anniversary Super Deluxe Edition) (Wilco)

Лучший исторический альбом
- Yankee Hotel Foxtrot (20th Anniversary Super Deluxe Edition) (Wilco)

## Производство

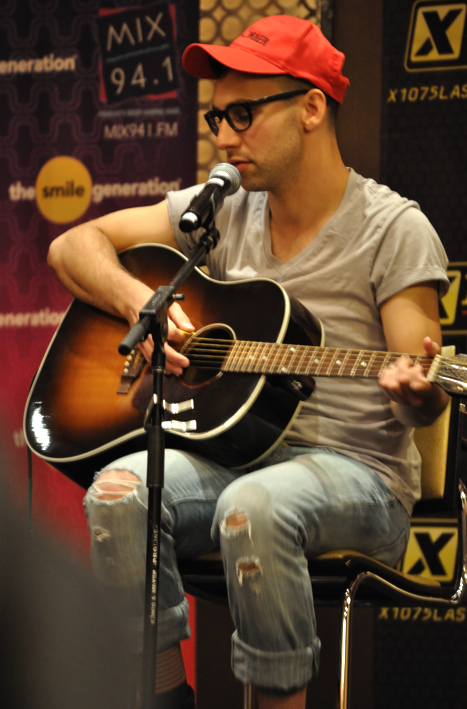
Джек Антонофф стал лучшим продюсером года

Лучший инжиниринг альбома, неклассического
- Harry’s House

Лучший инжиниринг альбома, классического
- Bates: Philharmonia Fantastique — The Making of the Orchestra
  - Шон Мерфи, Чарли Пост и Гэри Райдстром, инженеры; Майкл Романовски, мастеринг-инженер (Эдвин Аутвотер и Чикагский симфонический оркестр)

Продюсер года, неклассический
- Джек Антонофф
  - «All Too Well (10 Minute Version) (Taylor’s Version) (From The Vault)» (Тейлор Свифт)
  - Dance Fever (Florence + The Machine)
  - «I Still Believe» (Дайана Росс)
  - Миньоны: Грювитация (саундтрек)
  - «Part of the Band[англ.]» (The 1975)

Продюсер года, классический
- Юдит Шерман
  - Jonathan Allen
  - Christoph Franke
  - James Ginsburg
  - Илэйн Мартоун

Лучшая ремикшированная запись, не классическая
- «About Damn Time» (Purple Disco Machine Remix)
  - Purple Disco Machine, ремиксер (Лиззо)

Лучший альбом с объёмным звучанием
- Divine Tides
  - Eric Schilling, звукоинженер; Стюарт Коупленд, Ricky Kej & Herbert Waltl, продюсеры (Стюарт Коупленд & Ricky Kej)

## Сочинительство
«Автор-песенник года» (Songwriter of the Year, Non-Classical)
- Тобиас Джессо-младший[англ.]
  - Boyfriends (Гарри Стайлз)
  - Can I Get It (Адель)
  - Careless (FKA Twigs при участии Daniel Caesar)
  - C’mon Baby Cry (Орвилл Пек)
  - Dotted Lines (King Princess)
  - Let You Go (Дипло с TSHA при участии Kareen Lomax)
  - No Good Reason (Омар Аполло)
  - Thank You Song (FKA Twigs)
  - To Be Loved (Адель)

## Классическая музыка
Лучшее оркестровое исполнение
Лучшая оперная запись
Лучшее хоровое исполнение
Лучшее камерное исполнение
Лучшее классическое инструментальное соло
Лучший классический сольный вокальный альбом
Best Classical Compendium
Лучшая современная классическая композиция

## Видео
Лучшее музыкальное видео

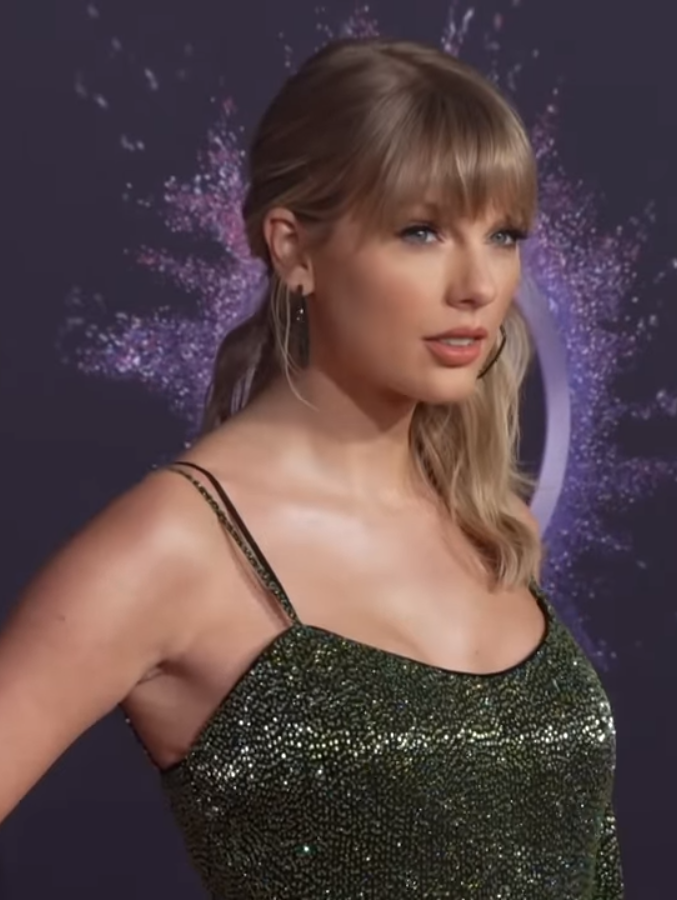
Тейлор Свифт получила награду за лучшее музыкальное видео

- «All Too Well: The Short Film» (Тейлор Свифт)
- «Easy on Me» — Адель
- «Yet to Come» — BTS
- «Woman» — Doja Cat
- «The Heart Part 5» — Кендрик Ламар
- «As It Was» — Гарри Стайлз

Лучший музыкальный фильм
- Jazz Fest: A New Orleans Story — (сборник)
  - Фрэнк Уилтон Маршалл и Райан Сафферн, видеорежиссёры; Фрэнк Уилтон Маршалл, Шон Стюарт & Райан Сафферн, видеопродюсеры

## Специальные награды

### Персона года MusiCares
- Берри Горди
- Смоки Робинсон

### Lifetime Achievement Award
- The Supremes
- Nirvana
- Ma Rainey
- Найл Роджерс
- Энн Уилсон и Нэнси Уилсон
- Бобби Макферрин
- Slick Rick

### Best Song for Social Change
- «Baraye[англ.]» — Шервин Хаджипур[англ.] (Иран)[14]

## Многократные номинанты
| Артист                               | Число номинаций |
| ------------------------------------ | --------------- |
| Бейонсе                              | 9               |
| Кендрик Ламар                        | 8               |
| Адель                                | 7               |
| Брэнди Карлайл                       | 7               |
| Мэри Джей Блайдж                     | 6               |
| Фьючер                               | 6               |
| DJ Khaled                            | 6               |
| Рэнди Меррилл                        | 6               |
| Terius «The-Dream» Gesteelde-Diamant | 6               |
| Гарри Стайлз                         | 6               |
| Doja Cat                             | 5               |
| Lucky Daye                           | 5               |
| Сербан Генеа                         | 5               |
| Jay-Z                                | 5               |
| Лиззо                                | 5               |
| Maverick City Music                  | 5               |
| Янник Незе-Сеген                     | 5               |
| ABBA                                 | 4               |
| Стив Лейси                           | 4               |
| Тейлор Свифт                         | 4               |
| D’Mile                               | 4               |
| Boi-1da                              | 4               |
| Дрейк                                | 4               |
| Том Элмхирст                         | 4               |
| Kid Harpoon                          | 4               |
| Миранда Ламберт                      | 4               |
| Оззи Осборн                          | 4               |
| Бонни Рэйтт                          | 4               |
| H.E.R.                               | 4               |
| Трики Стюарт                         | 4               |

## Критика
Журналисты проанализировали представительство разных жанров в четырёх главных категориях 2023 года и задались вопросом: «Почему кантри-музыка недостаточно представлена на „Грэмми“?». Чтобы признать больше создателей музыки и представить больше жанров, в 2018 году Академия звукозаписи увеличила количество номинантов в категориях «Большая четверка Грэмми» — альбом, песня и пластинка года и лучший новый исполнитель — с пяти до восьми. Затем, три года спустя, она увеличила пул с восьми до десяти. Результат? За пять циклов номинаций на премию «Грэмми» (для церемоний, состоявшихся в 2019—2023 годах) с момента первого увеличения (с 5 до 10) было 196 номинаций на «Большую четвёрку», но только шесть достались популярным кантри-исполнителям или проектам, и только одна победа: Кейси Масгрейвс с альбомом Golden Hour победила в категории «Альбом года» в 2019 году. За пять циклов до повышения (2014—2018) кантри-исполнители получили семь номинаций из гораздо меньших 125 номинаций. Беверли Кил, декан Колледжа медиа и развлечений государственного университета Среднего Теннесси и бывший исполнительный директор MCA Records в Нашвилле, считает, «что многие голосующие избиратели Грэмми могут даже не слушать кантри, и я думаю, что в умах многих избирателей всё ещё существует клеймо о кантри, что это не такая утончённая, затасканная музыка консерваторов». По данным академии, из более чем 12 000 голосующих членов лишь 9 % идентифицируют себя с жанром кантри, по сравнению с поп-музыкой (23 %), джазом (16 %), роком (15 %), R&B (15 %), американ-рутс (13 %), альтернативой (10 %) и классикой (10 %) (члены академии как избиратели могут отнести себя к любому количеству жанров).

### Комментарии
1. ↑  Виола Дэвис стала членом ЭГОТ, так как ранее получила премию Primetime Emmy за выдающуюся главную женскую роль в драматическом сериале за «Как избежать наказания за убийство» (2015), премию «Оскар» за лучшую женскую роль второго плана за «Ограды» (2016) и две премии «Тони» — за главную женскую роль в спектакле «Король Хедли II» (2001) и главную женскую роль в спектакле «Ограды» (2010)[11].

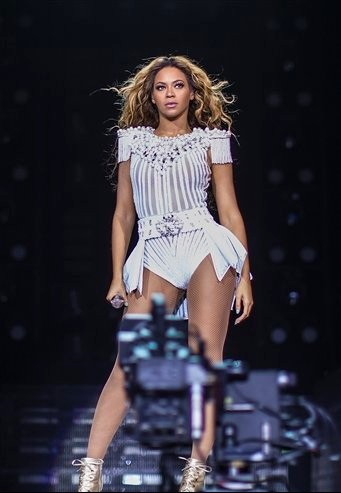
Бейонсе установила рекорд Грэмми, выиграв свою 32-ю статуэтку